# 重庆外国语学校
重庆市外国语学校创建于1963年，是全国首批创办的七所外国语学校之一，也是2001年教育部指定的全国十三所之一、重庆唯一一所20%高三学生享有保送资格的学校。